# Nebula nebulata
Nebula nebulata is een vlinder uit de familie spanners (Geometridae). De wetenschappelijke naam is voor het eerst geldig gepubliceerd in 1828 door Treitschke.
De soort komt voor in Europa.